# Ryan Hollins
Ryan Kenwood Hollins (Pasadena, 10 de outubro de 1984) é um ex-basquetebolista profissional americano que jogava na posição de pivô e que representou nove equipas em 10 temporadas na National Basketball Association (NBA). Hollins terminou a sua carreira em 2017, depois de uma curta passagem pela Europa.